# جونا تويفيو
جونا تويفيو (بالفنلندية: Joona Toivio)‏ (10 مارس 1988 في فنلندا - ) هو لاعب كرة قدم فنلندي في مركز الدفاع. شارك مع منتخب فنلندا تحت 17 سنة لكرة القدم ومنتخب فنلندا تحت 20 سنة لكرة القدم ومنتخب فنلندا تحت 21 سنة لكرة القدم ومنتخب فنلندا لكرة القدم. أما مع النوادي، فقد لعب مع إي زد ألكمار ونادي مولده ونادي هلسنكي ونادي يورغوردينس ونادي تلستار ‏ وKlubi 04 ‏.

## وصلات خارجية
- جونا تويفيو على موقع الاتحاد الدولي (مؤرشف)  (الإنجليزية)
- جونا تويفيو على موقع الاتحاد الأوربي (الإنجليزية)
- جونا تويفيو على موقع اتحاد النرويج (النرويجية)
- جونا تويفيو على موقع اتحاد السويد (السويدية)
- جونا تويفيو على موقع قاعدة بيانات كرة القدم.إي يو (الإنجليزية)
- جونا تويفيو على موقع ناشيونال فوتبول تيمز (الإنجليزية)
- جونا تويفيو على موقع Soccerway.com (الإنجليزية)
- جونا تويفيو على موقع عالم كرة القدم.نت (الإنجليزية)
- جونا تويفيو على موقع AS.com (الإسبانية)